# Katras
Katras is een notified area in het district Dhanbad van de Indiase staat Jharkhand. 

## Demografie
Volgens de Indiase volkstelling van 2001 wonen er 51.182 mensen in Katras, waarvan 54% mannelijk en 46% vrouwelijk is. De plaats heeft een alfabetiseringsgraad van 66%. 